# گوجو، نارا
۳۴°۲۱′ شمالی ۱۳۵°۴۲′ شرقی / ۳۴٫۳۵۰°شمالی ۱۳۵٫۷۰۰°شرقی
گوجو در استان نارا در کشور ژاپن واقع شده است  که دارای جمعیت ۳۶٬۰۰۲ نفر و مساحت ۲۹۲٫۰۵ کیلومتر مربع با تراکم جمعیت 123  نفر در کیلومترمربع است و در تاریخ ۱۵ اکتبر ۱۹۵۷ به عنوان شهر شناخته شد.